# Порт-Дуглас
Порт-Дуглас (англ. Port Douglas) — містечко в австралійському штаті Квінсленд.

## Географія
Порт-Дуглас розташовується у північній частині штату на узбережжі Коралового моря.

### Клімат
Містечко знаходиться у зоні, котра характеризується мусонним кліматом. Найтепліший місяць — січень із середньою температурою 26.7 °C (80 °F). Найхолодніший місяць — липень, із середньою температурою 20.6 °С (69 °F).
| Клімат Порт-Дугласа     | Клімат Порт-Дугласа | Клімат Порт-Дугласа | Клімат Порт-Дугласа | Клімат Порт-Дугласа | Клімат Порт-Дугласа | Клімат Порт-Дугласа | Клімат Порт-Дугласа | Клімат Порт-Дугласа | Клімат Порт-Дугласа | Клімат Порт-Дугласа | Клімат Порт-Дугласа | Клімат Порт-Дугласа | Клімат Порт-Дугласа |
| Показник                | Січ.                | Лют.                | Бер.                | Квіт.               | Трав.               | Черв.               | Лип.                | Серп.               | Вер.                | Жовт.               | Лист.               | Груд.               | Рік                 |
| Середній максимум, °C   | 30,3                | 30,1                | 29,5                | 28,3                | 26,7                | 25,1                | 24,6                | 25,3                | 26,7                | 28,3                | 29,5                | 30,3                | 27,9                |
| Середня температура, °C | 27                  | 26                  | 26                  | 24                  | 23                  | 21                  | 20                  | 21                  | 22                  | 24                  | 25                  | 26                  | 24                  |
| Середній мінімум, °C    | 23,7                | 23,5                | 22,8                | 21,5                | 19,5                | 17,7                | 16,8                | 17,1                | 18,6                | 20,8                | 22,3                | 23,3                | 20,6                |
| Норма опадів, мм        | 390                 | 410                 | 420                 | 200                 | 70                  | 40                  | 20                  | 20                  | 30                  | 40                  | 100                 | 190                 | 1990                |
| Днів з дощем            | 15,6                | 15,7                | 16,4                | 13,4                | 10,1                | 7,2                 | 5,4                 | 5,2                 | 5,2                 | 5,9                 | 8,5                 | 11,4                | 120                 |
| ----------------------- | ------------------- | ------------------- | ------------------- | ------------------- | ------------------- | ------------------- | ------------------- | ------------------- | ------------------- | ------------------- | ------------------- | ------------------- | ------------------- |
| Джерело: Weatherbase    |                     |                     |                     |                     |                     |                     |                     |                     |                     |                     |                     |                     |                     |